# Statistika u hokeju na ledu

## Momčadska statistika
- GP – Games played (OU – Odigrane utakmice) – Broj odigranih utakmica
- W – Wins (P – Pobjeda) – Utakmice u kojima je momčad pobijedila
- L – Losses (P – Poraz) – Utakmice u kojima je momčad izgubila
- T – Ties (N – Neodlučeno) - Utakmice koje su završile neodlučenim rezultatom
- OTL – Overtime losses – Utakmice koje je momčad izgubila u produžetku
- SOL – Shootout losses – Utakmice koje je momčad izgubila pri izvođenju kaznenih udaraca
- PTS – Points (B – Bodovi) – Broj sakupljenih bodova (većina liga daje 2 boda za pobjedu i 1 bod za T, OTL i SOL)
- GF – Goals for (G+ – Postignuti golovi) – Broj postignutih golova
- GA – Goals against (G-  – Primljeni golovi) – Broj primljenih golova
- SO – Shutouts – Broj utakmica bez primljenog gola, utakmice u kojima protivnička momčad nije zabila niti jedan gol

## Statistika igrača
- GP – Games played (OU – Odigrane utakmice) – Broj odigranih utakmica
- G – Goals (G – Golovi) – Broj postignutih golova
- A – Assists (A – Asistencije)
- PTS – Points (Bodovi) – Zbroj golova i asistencija
- PIM – Penalties infraction minutes (KM – Kaznene minute) – Broj sakupljenih kaznenih minuta
- PPG – Power play goals – Broj postignutih golova u trenutku dok je igračeva momčad imala igrača više na ledu (Powerplay)
- PPA – Power play assists – Broj asistenicija u trenutku dok je igračeva momčad imala igrača više na ledu
- SHG – Shorthanded goals – Broj postignutih golova u trenutku dok je igračeva momčad imala igrača manje na ledu (Shorthanded)
- SHA – Shorthanded assists – Broj asistenicija u trenutku dok je igračeva momčad imala igrača manje na ledu
- GWG – Game-winning goals – Broj pobjedničkih golova (ako tim A pobjedi tim B s 2-1, strijelcu drugog gola za tim A taj gol će biti upisan kao GWG, ako tim A pobjedi tim B s 4-2, strijelcu trećeg gola za tim A taj gol će biti upisan kao GWG)
- GTG – Game-tying goals – Broj golova za izjednačenje
- ENG – Empty net goals – Broj postignutih golova kada protivnički golman nije bio na golu
- +/- or P/M – Plus/minus – +/- statistika jednog igrača se povećava svaki put kad padne gol za njegovu momčad, dok je igrač na ledu i smanjuje se kad protivnička momčad daje gol, dok je igrač na ledu
- TOI – Time on ice – Broj sakupljenih minuta na ledu
- ATOI – Average time on ice – Prosječno vrijeme provedeno na ledu
- SOG – Shot on goal –  Udarci na gol
- Neki izrazi koji se ne koriste često su : hits, faceoff wins, faceoff win percentage, takeaways, giveaways.

## Statistika vratara
- GP, G, A – Isto kao u statistici za igrače. Važno: Plus/minus se ne bilježi za vratare.
- GS – Games started – Broj započetih utakmica
- MIN – Zbroj minuta provedenih na ledu
- GA – Goals against – Broj primljenih golova
- GAA – Goals against average – Prosjek primljenih golova po utakmici
- W – Wins – Broj pobjeda (vrataru se utakmica računa kao pobjeda ako je bio na golu kada je njegova momčad zabila GWG)
- L – Losses – Broj poraza (vrataru se utakmica računa kao poraz ako je bio na golu kada je protivnička momčad zabila GWG)
- T – Ties – Neodlučene utakmice
- SOG – Broj udaraca upućenih na gol
- SV – Saves – Broj obrana
- SVP, SV%, or PCT – Save percentage – Postotak obrana
- SO – Shutouts – Broj utakmica na kojima vratar nije primio niti jedan gol i bio je jednini vratar koji je branio za svoju momčad
- ENG – Empty net goals – Broj zabijenih golova dok je vratar bio zamijenjen za dodatnog napadača